# Чудинов, Василий Александрович
Василий Александрович Чудинов — советский боксёр, чемпион и призёр чемпионатов СССР в полусредней и средней весовых категориях. Представлял клубы «Пищевик», «Локомотив» и РККА (все — Москва). Автор книг по подготовке боксёров.

## Спортивные результаты
- Чемпионат СССР по боксу 1936 года — ;
- Чемпионат СССР по боксу 1940 года — ;
- Чемпионат СССР по боксу 1945 года — ;
- Чемпионат СССР по боксу 1946 года — ;
- Чемпионат СССР по боксу 1948 года — ;